# Naszacowice
Naszacowice (Naszczowice; w 2. poł. XX wieku okresowo również Naszęcowice) – wieś w Polsce położona w województwie małopolskim, w powiecie nowosądeckim, w gminie Podegrodzie. Jest jedną z najstarszych miejscowości w Małopolsce. Graniczy z gminami Stary Sącz i Łącko.

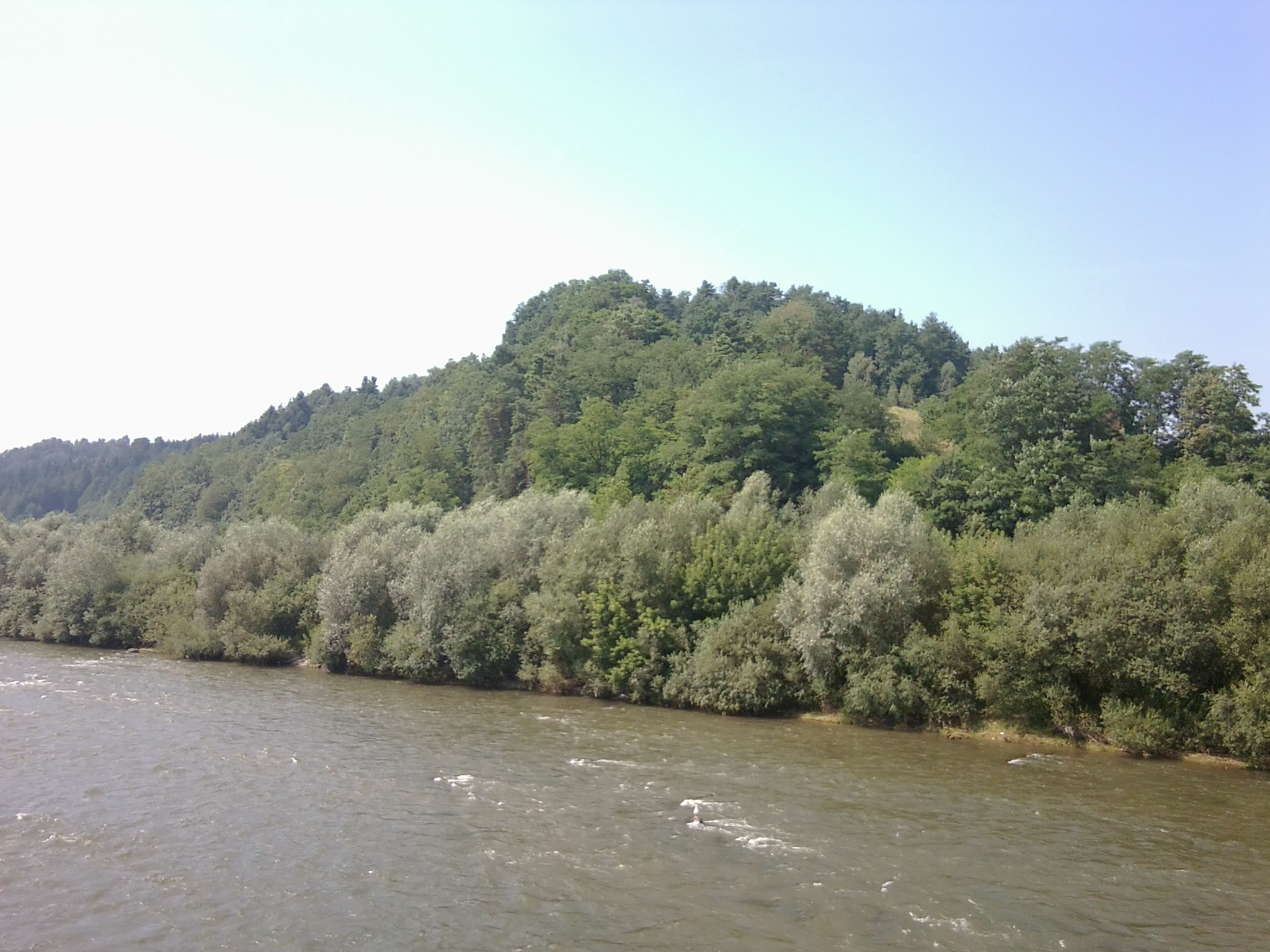
Wzgórze grodowe

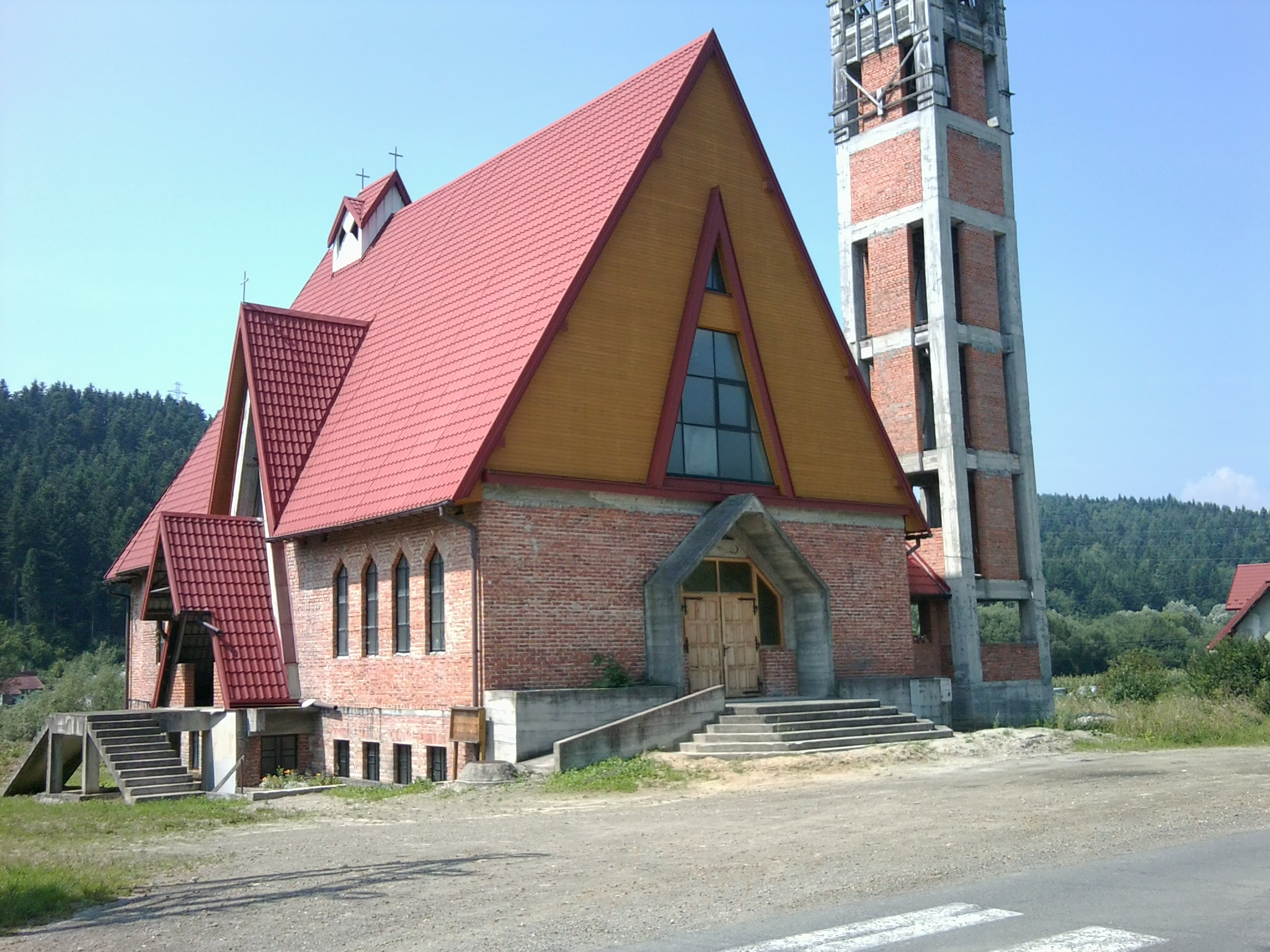
Budowany kościół Św. Urszuli Ledóchowskiej

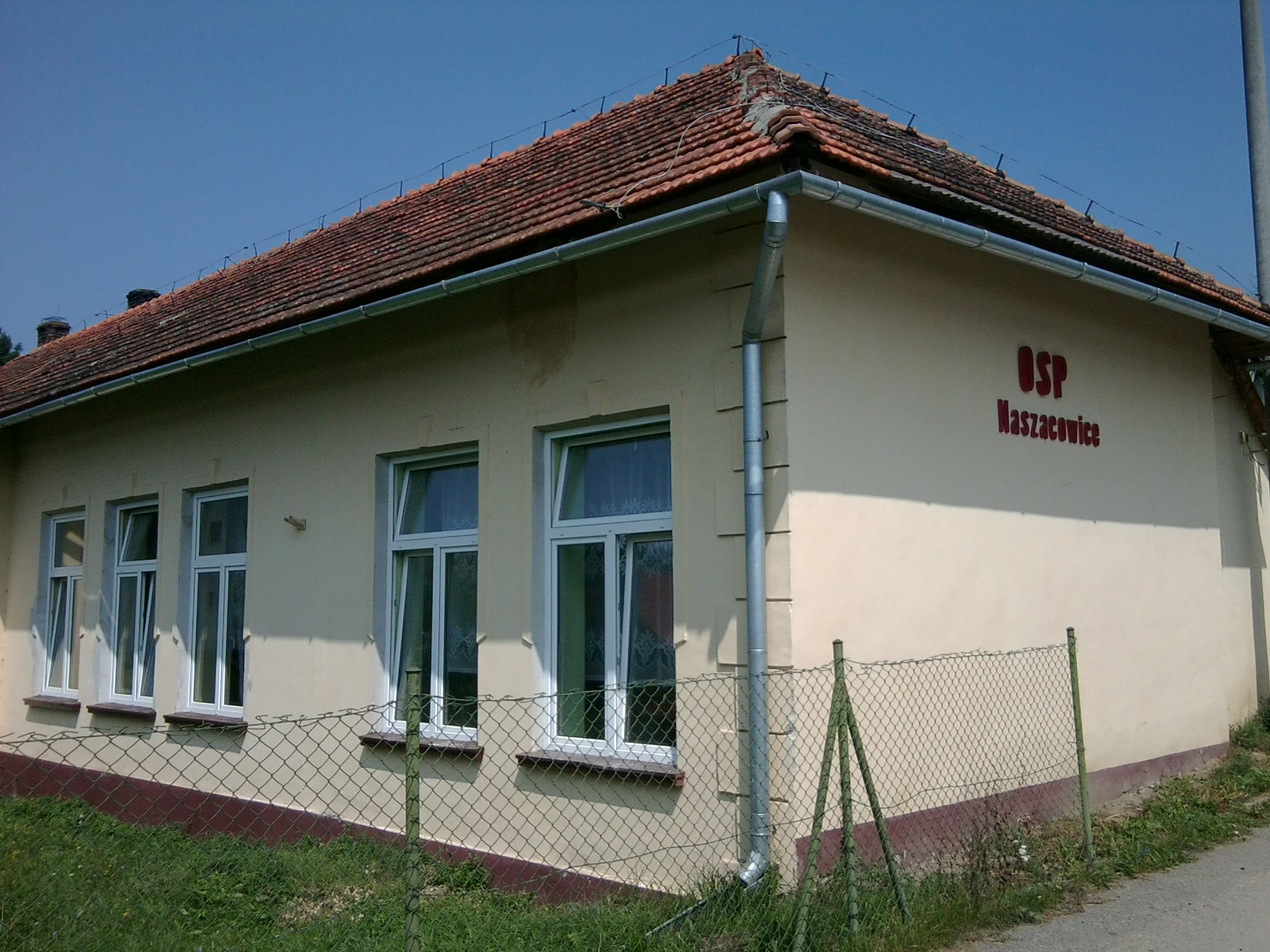
Remiza OSP w budynku starej szkoły

## Położenie
Naszacowice położone są w Kotlinie Sądeckiej, na lewym brzegu Dunajca, u ujścia rzeki Słomki i Jastrząbka. Leży na wysokości od 300 do 450 m n.p.m. Zajmuje 3,90 km² (6,0% powierzchni gminy). Graniczy z: Podegrodziem, Juraszową, Rogami, Olszanką, Kadcza, Gołkowicami Dolnymi. Przez południową część wsi przebiega obwodnica Podegrodzia, w ciągu drogi wojewódzkiej nr 969 (Stary Sącz – Nowy Targ).

## Części wsi
| SIMC    | Nazwa             | Rodzaj    |
| ------- | ----------------- | --------- |
| 0460612 | Drapka            | część wsi |
| 0460629 | Łazy Naszczowskie | część wsi |
| 0460635 | Łysa Góra         | część wsi |
| 0460658 | Podglinka         | część wsi |
| 0460670 | Zalas             | część wsi |

## Toponimika nazwy
Nazwa pochodzi od jej założyciela Nosacza, co wyklucza tezę wiążącą nazwę wsi z Sączem. Mówiła ona, że Naszacowice to osada na dawnym Sączu, czyli Naszącowice. Najstarsze zapisy nazwy pochodzą z lat 1233 i 1292 i brzmi ona: Nossaczouicy. Dokumenty z 1353 roku podają nazwę de Naszocowice. Jan Długosz w „Liber beneficiorum dioecesis Cracoviensis” zapisuje nazwę na dwa sposoby:  Nossaczowycze i Noszaczowycze. Spis miejscowości z 1794 roku podaje dwie nazwy: Naszacowice i Naschatowitz Colonia.

## Historia
Na przełomie VIII i IX w. istniał tu duży gród warowny o powierzchni ok. 15 ha, który pełnił rolę centrum w tym regionie. W Naszacowicach znajdują się resztki grodziska z epoki łużyckiej i z okresu wczesnego średniowiecza. W IX–XI wieku pełniło ono rolę centrum osadniczego dla Kotliny Sądeckiej i było ważnym punktem strażniczym na szlaku handlowym biegnącym wzdłuż Dunajca.
Wieś, ulokowana w 1293 roku na prawie magdeburskim, należała przed rozbiorami Polski do zakonu klarysek ze Starego Sącza. W XVI w. Naszacowice były własnością Jana Wierzbięty (herbu Janina). W 1789 roku w ramach akcji kolonizacyjnej cesarza Józefa II osiedliło się tu 8 rodzin niemieckich.
Wiosną 1941, w Naszacowicach, powstał oddział Batalionów Chłopskich, którym dowodził Józef Krzyżak ps. „Potok”. Teren działania oddziału obejmował gminy Podegrodzie i Stary Sącz. Licząca około 20 partyzantów jednostka przeprowadziła kilkadziesiąt akcji bojowych i dywersyjno-sabotażowych.
W latach 1975–1998 miejscowość administracyjnie należała do województwa nowosądeckiego.
Wierni Kościoła rzymskokatolickiego należą do parafii w Podegrodziu.

## Zabytki
Obiekt wpisany do rejestru zabytków nieruchomych województwa małopolskiego.
- Grodzisko w Naszacowicach
Wczesnośredniowieczne grodzisko istniejące od VIII do XI wieku (o pow. 10 ha). Część znalezionych tu pamiątek można zobaczyć w Muzeum Lachów Sądeckich

## Edukacja
We wsi znajduje się filia Gminnego Ośrodka Kultury w Podegrodziu, która prowadzi m.in. punkt biblioteczny.

## Sport
W miejscowości znajduje się boisko sportowe Orlik Plus, z którego bezpłatnie korzystają mieszkańcy wsi.

## Sztuka
We wsi mieszka Kazimierz Twardowski, malarz akwarelowy. Jego dzieła to przede wszystkim pejzaże, prezentowane w Polsce i za granicą. We własnym domu prowadzi małą galerię. Dwa razy otrzymał nagrodę im. Bolesława Barbackiego, za całokształt twórczości. Jest też autorem polichromii kościoła św. Jakuba w Podegrodziu.

## OSP Naszacowice[16][17]

### Historia
Jednostka Ochotniczej Straży Pożarnej w Naszacowicach jest stosunkowo młodą jednostką, gdyż powstała w 2007. Jednostka posiada na wyposażeniu: samochód Magirus Deutz  GBA 2,5/16  i motopompę oraz podstawowy sprzęt ratowniczy i gaśniczy.